# Hell on Earth (альбом Mobb Deep)
Hell on Earth (с англ. — «Ад на Земле») — третий студийный альбом американского хип-хоп-дуэта Mobb Deep, выпущенный 19 ноября 1996 года на лейбле Loud Records.
В записи альбома приняли участие рэперы Nas, Raekwon, Method Man, и частый партнёр группы Big Noyd. Альбом был спродюсирован Havoc'ом.
Альбом во многом является продолжением предыдущего альбома Mobb Deep, The Infamous, получившего признание критиков. Альбом выделяется своими знаменитыми синглами «G.O.D. Pt. III» и «Hell on Earth (Front Lines)», а также «Drop a Gem on 'Em», ответом Тупаку Шакуру на дисс-трек «Hit 'Em Up». Промосингл «Still Shinin'» был выпущен ранее в том же году, а затем был добавлен в альбом. Альбом, один из самых ранних расширенных CD, также содержит дополнительный трек («In the Long Run»), который в то время должен был быть разблокирован с помощью компьютера.
Альбом был продан тиражом более 500 тысяч экземпляров в Соединённых Штатах и был сертифицирован RIAA как «золотой» спустя пять месяцев после выхода, 9 апреля 1997 года.
Альбом дебютировал на 6 месте в чарте Billboard 200 и 1 месте в чарте Top R&B/Hip-Hop Albums в американском журнале Billboard. Альбом также достиг 67 места в чарте UK Albums Chart в Великобритании.
Альбом содержит два сингла, которые попали в чарты журнала Billboard: «Front Lines (Hell On Earth)» и «G.O.D. Pt. III».

## Об альбоме
Поскольку большая часть альбома была записана в разгар соперничества между Восточным и Западным побережьем, многие фанаты сочли более тёмные песни подсознательными диссами, направленными Тупаку Шакуру и другим рэперам Западного побережья, но в буклете диска Prodigy выражает благодарность списку артистов западного побережья, таким как Snoop Dogg, Tha Dogg Pound и Xzibit.
Havoc экспериментирует с более атмосферным типом продакшена, используя больше семплы классического пианино и соул.

## Приём критиков
| Оценки критиков               | Оценки критиков |
| Источник                      | Оценка          |
| ----------------------------- | --------------- |
| AllMusic                      | [ 2 ]           |
| Entertainment Weekly          | B+              |
| Los Angeles Times             | [ 7 ]           |
| Q                             | [ 8 ]           |
| RapReviews                    | 8.5/10          |
| The Rolling Stone Album Guide | [ 10 ]          |
| The Source                    | 4.5/5           |
| Spin                          | 8/10            |

Hell on Earth был встречен повсеместным признанием со стороны музыкальных критиков и считается одним из лучших произведений дуэта. Альбом вошел в список журнала Q «50 самых сильных альбомов всех времён».
Стив Хьюи из AllMusic присвоил альбому четыре с половиной звезды из пяти, добавив «Mobb Deep стал сенсацией уличного уровня со своим вторым альбомом, The Infamous, и дуэт не увидел причин портить свой фирменный стиль на следующем альбоме, Hell on Earth. Первые слова на пластинке объявляют: „Вы знаете, как мы это делали на альбоме The Infamous, верно? Хорошо, хорошо, мы собираемся сделать это снова“, и это именно то, что они делают. Hell on Earth совершенствует формулу Mobb Deep, усиливая многое из того, что сделало The Infamous успешным. Мрачные уличные повествования ещё более жестокие и экстремальные, а продакшн ещё более мрачный и жуткий. Этим он всё ещё обязан — но выглядит более драматичым, чем — работа RZA с кланом Wu-Tang Clan: жуткие струны и кусочки пианино, подкреплённые глубокими, отдающими эхом битами. Хотя общий вкус почти такой же, как и раньше, он немного изысканнее и кинематографичнее. По этим причинам некоторые фанаты Mobb на самом деле предпочитают Hell on Earth, а не The Infamous, хотя ему не хватает некоторого тематического единства и чётко подчёркнутых деталей, которые сделали мир The Infamous таким сплочённым. В Hell on Earth также не хватает свежести, но даже если Mobb Deep повторяется, он делает это очень эффективно. Альбом великолепно угрюмый и навязчивый, особенно выделяется закрученная атмосфера фильма ужасов „G.O.D., Pt. III“ и гипнотический „Hell on Earth (Front Lines)“. „Drop a Gem on 'Em“ — ещё одна изюминка, ответная песня в бифе с 2Pac’ом, которая появилась незадолго до убийства рэпера. Специальные гости Method Man, Raekwon и уроженец Куинсбриджа Nas все достойно смотрятся. Даже если это не совсем тот ориентир, которым был The Infamous, Hell on Earth почти во многом похож на него.».

## Список композиций
| №   | Название                                                | Длительность |
| --- | ------------------------------------------------------- | ------------ |
| 1.  | «Animal Instinct» (при участии Twin Gambino и Ty Nitty) | 3:30         |
| 2.  | «Drop a Gem on 'Em»                                     | 4:17         |
| 3.  | «Bloodsport»                                            | 3:35         |
| 4.  | «Extortion» (при участии Method Man)                    | 3:31         |
| 5.  | «More Trife Life»                                       | 3:45         |
| 6.  | «Man Down» (при участии Big Noyd)                       | 5:03         |
| 7.  | «Can't Get Enough of It» (при участии Illa Ghee)        | 4:51         |
| 8.  | «Nighttime Vultures» (при участии Raekwon)              | 4:30         |
| 9.  | «G.O.D. Pt. III»                                        | 5:17         |
| 10. | «Get Dealt With»                                        | 3:56         |
| 11. | «Front Lines (Hell on Earth)»                           | 4:34         |
| 12. | «Give It Up Fast» (при участии Big Noyd и Nas)          | 3:58         |
| 13. | «Still Shinin'»                                         | 4:11         |
| 14. | «Apostle's Warning»                                     | 4:07         |

| №   | Название                                            | Длительность |
| --- | --------------------------------------------------- | ------------ |
| 15. | «In the Long Run» (при участии Ty Nitty и Money No) | 2:38         |

| №   | Название                                            | Длительность |
| --- | --------------------------------------------------- | ------------ |
| 15. | «In the Long Run» (при участии Ty Nitty и Money No) | 2:38         |
| 16. | «Reach» (при участии Chinky)                        | 4:39         |
| 17. | «Every Day Gun Play»                                | 3:51         |

| №   | Название                                                          | Продюсер(ы) | Длительность |
| --- | ----------------------------------------------------------------- | ----------- | ------------ |
| 1.  | «Animal Instinct» (при участии Twin Gambino, Ty Nitty)            | Mobb Deep   | 3:30         |
| 2.  | «Drop a Gem on 'Em»                                               | Mobb Deep   | 4:17         |
| 3.  | «Bloodsport»                                                      | Mobb Deep   | 3:35         |
| 4.  | «Extortion» (при участии Method Man)                              | Mobb Deep   | 3:31         |
| 5.  | «More Trife Life»                                                 | Mobb Deep   | 3:45         |
| 6.  | «Man Down» (при участии Big Noyd и Money No)                      | Mobb Deep   | 5:03         |
| 7.  | «Can't Get Enough of It» (при участии General G a.k.a. Illa Ghee) | Mobb Deep   | 4:51         |
| 8.  | «Nighttime Vultures» (при участии Raekwon)                        | Mobb Deep   | 4:30         |
| 9.  | «G.O.D. Pt. III» (при участии Godfather Pt.III)                   | Mobb Deep   | 5:17         |
| 10. | «Get Dealt With»                                                  | Mobb Deep   | 3:56         |
| 11. | «Shook Ones Pt. 1»                                                | Mobb Deep   | 4:12         |
| 12. | «Front Lines (Hell on Earth)»                                     | Mobb Deep   | 4:34         |
| 13. | «Give It Up Fast» (при участии Big Noyd и Nas)                    | Mobb Deep   | 3:58         |
| 14. | «Still Shinin'»                                                   | Mobb Deep   | 4:11         |
| 15. | «Apostle's Warning»                                               | Mobb Deep   | 4:07         |

## Чарты

### Еженедельные чарты
| Чарт (1996)                            | Высшая позиция |
| -------------------------------------- | -------------- |
| Швеция (Sverigetopplistan)             | 52             |
| Великобритания (UK Albums Chart)       | 67             |
| США (Billboard 200)                    | 6              |
| США (Billboard Top R&B/Hip-Hop Albums) | 1              |

### Итоговые годовые чарты (альбом)
| Чарт (1997)                          | Позиция |
| ------------------------------------ | ------- |
| Top Billboard 200 Albums (Billboard) | 148     |
| Top R&B/Hip-Hop Albums (Billboard)   | 35      |

### Синглы
| 1996 | «Front Lines (Hell On Earth)» | 57 | 13 |
| 1997 | «G.O.D. Pt. III»              | 64 | 18 |

## Сертификации

### Альбом
| Регион | Сертификация | Продажи  |
| --- | ------------ | -------- |
| США (RIAA) | Золотой      | 500,000^ |
| * Данные о продажах приведены только на основе сертификации. ^ Данные о тиражах приведены только на основе сертификации. |              |          |